# Shaharah
Shaharah ( en árabe: شهارة‎ Shahārah ) es un gran pueblo de montaña y sede del distrito de Shaharah de la gobernación de 'Amran, Yemen. El pueblo "se encuentra a 2600 metros de altura y tiene vistas al oleaje montañoso y abultado al sur y a las llanuras cálidas y relucientes al norte". Se encuentra en la cima de una montaña afilada del mismo nombre, Jabal Shaharah, que es un espolón de Jabal al-Ahnum, con sus costados y su cima cubiertos de cultivos extensivos. El pueblo consta de varias casas antiguas de piedra y un aljibe. La zona se caracteriza por su puente peatonal de arco de piedra caliza, construido en el siglo XVII por un señor local para conectar dos pueblos separados por un profundo desfiladero.

## Historia
El autor del siglo X al-Hamdani menciona a Shaharah como una montaña y una fortaleza, y aparece en fuentes históricas a lo largo de la Edad Media y el período moderno temprano. Fue especialmente importante durante los conflictos entre yemeníes y otomanos de los siglos XVI y XVII, cuando sirvió como una de las fortalezas más importantes de las montañas occidentales de Yemen. Al-Mansur al-Qasim, el Imam Zaydi de Yemen, murió en Shaharah en 1620.

## Galería

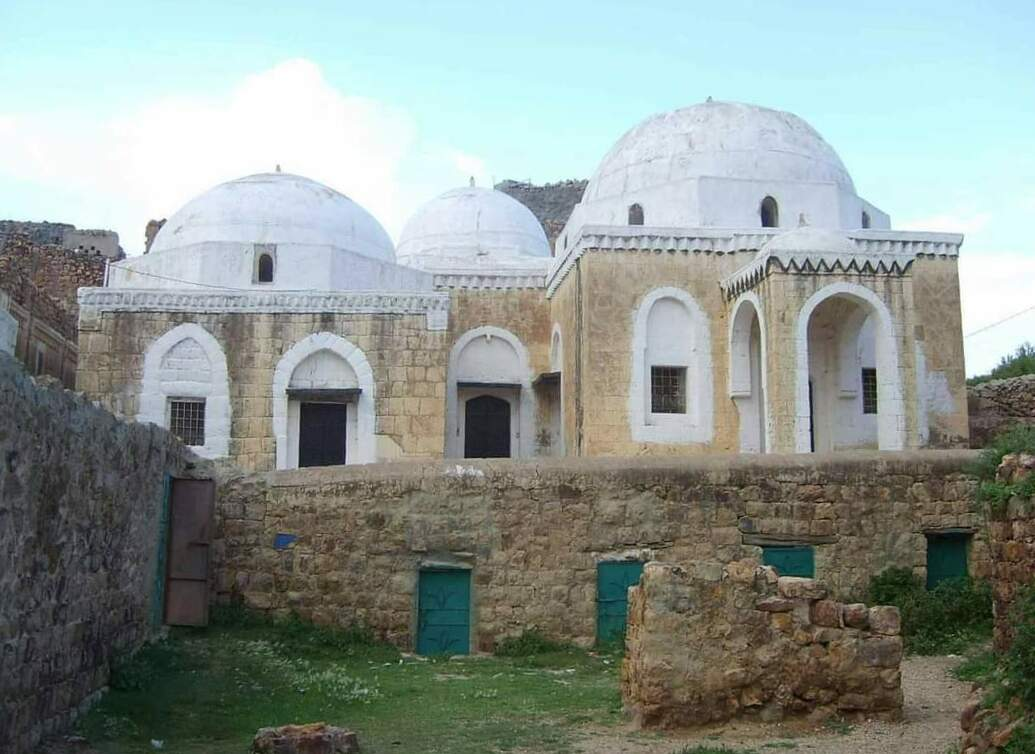
Casa tradicionales
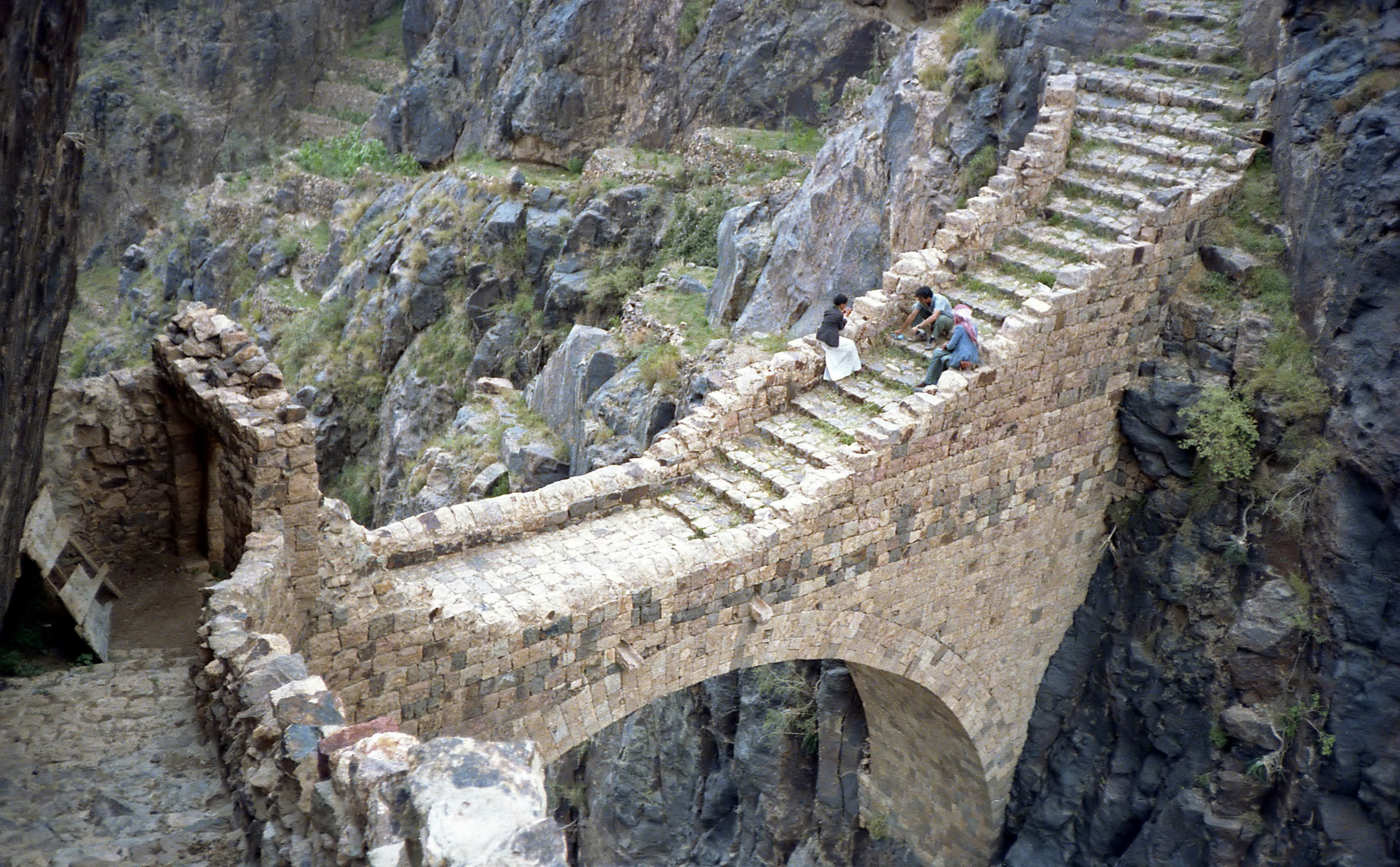
Vista lateral del puente de Shaharah
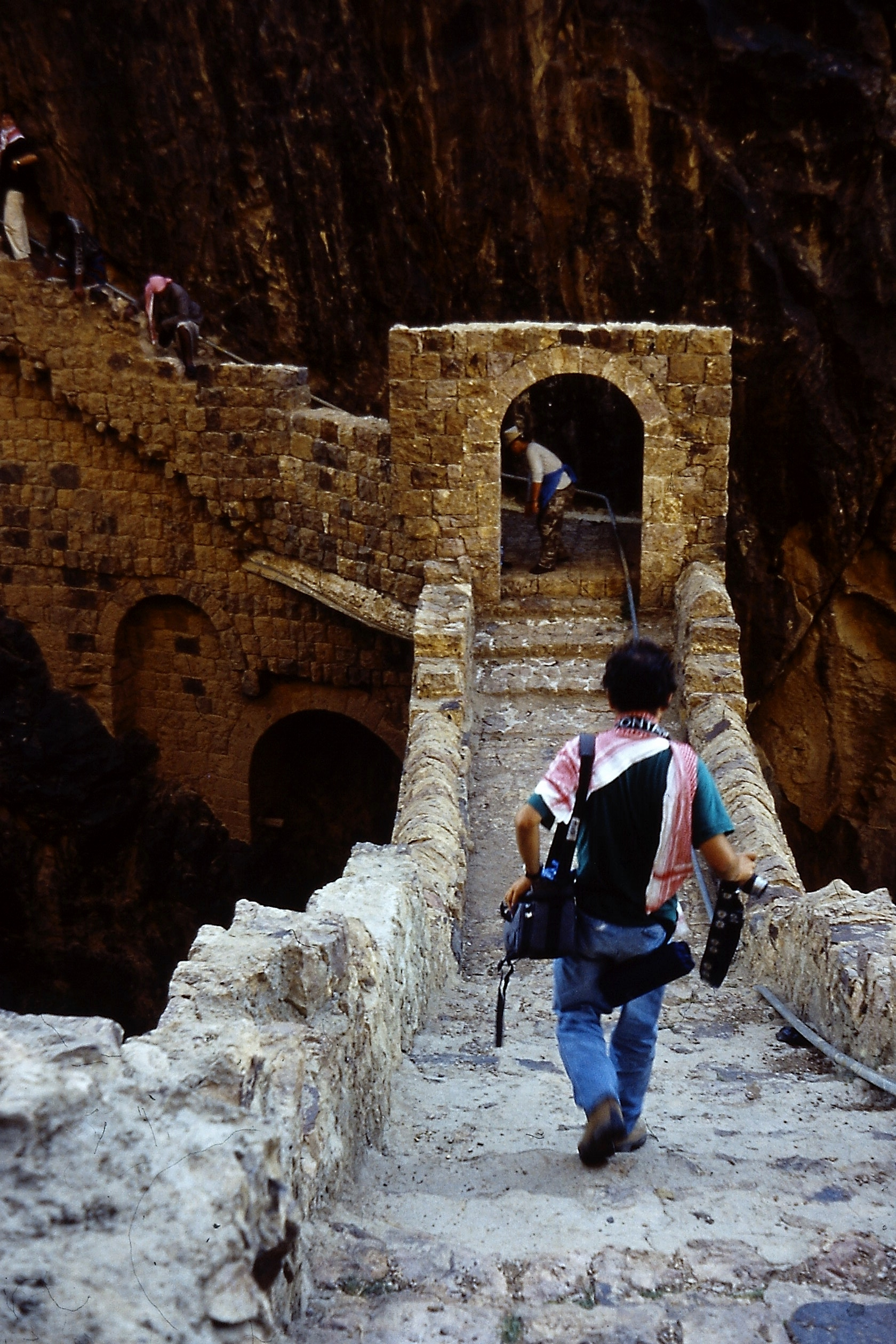
Puente de Shaharah
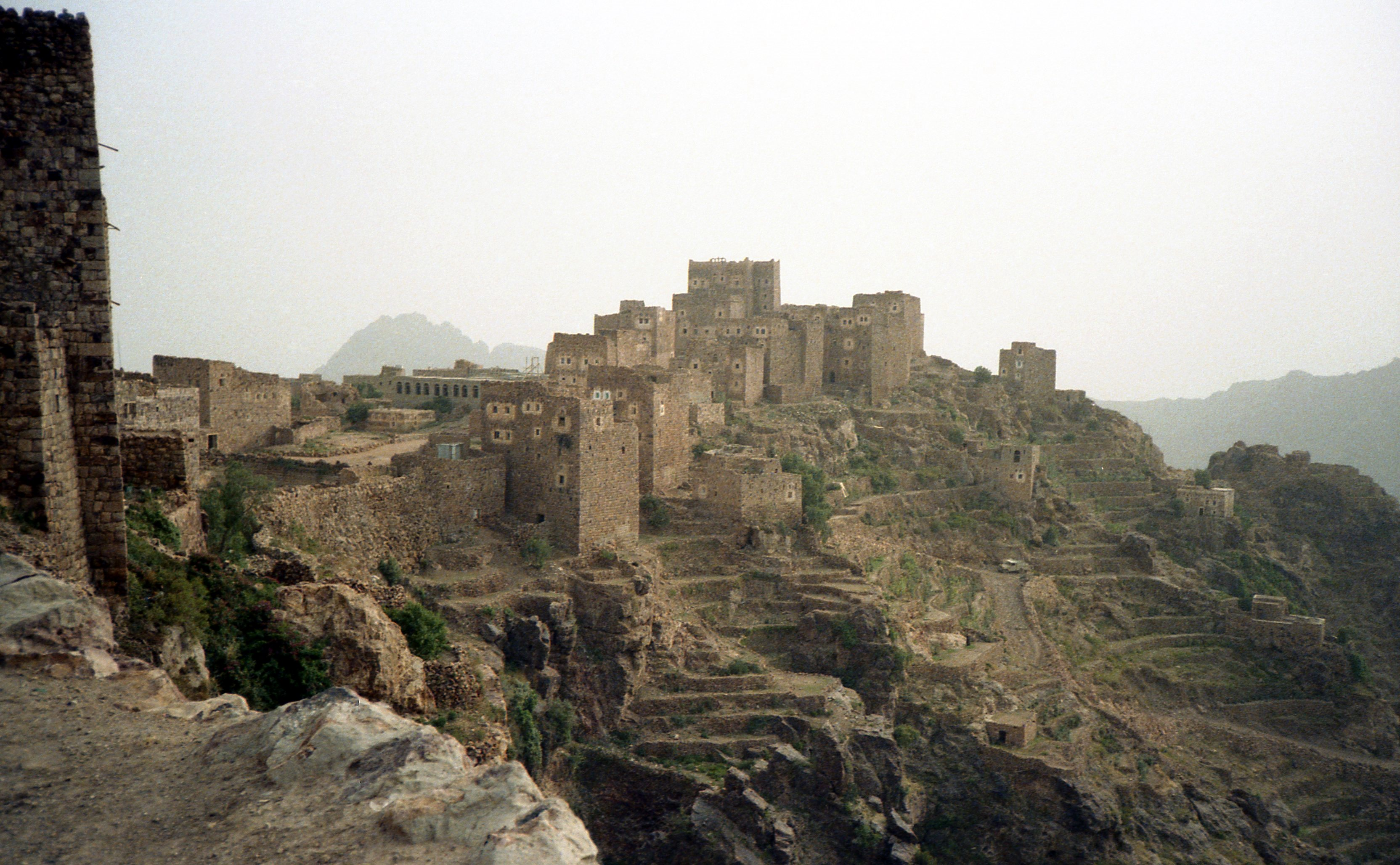
Vista de Shaharah